# Liste des Classiques d'animation Disney
Pour l'ensemble des longs métrages des studios Disney, voir Liste des longs métrages d'animation produits par les Studios Disney.
Sous l'appellation « Classiques d'animation Disney » (« Walt Disney Animated Classics official canon ») sont regroupés uniquement les longs métrages d'animation avec ou sans prises de vues réelles réalisés par les Walt Disney Animation Studios, anciennement Walt Disney Feature Animation (WDFA), de Blanche-Neige et les Sept Nains (1937) à Vaiana 2 (2024).

## Définition
Il n'existe pas de définition précise de ce qu'est un long métrage Classique d'animation Disney mais Dave Smith établit dans son Disney A to Z: The Official Encyclopedia une liste de 36 longs métrages majeurs de Disney à la définition Classic animated features produits entre 1937 et 1998. D'après cette liste il est possible de déduire quelques règles.
Les films exclus de cette liste possèdent les caractéristiques suivantes :
- les films en prises de vues réelles avec séquences d'animation (Le Dragon récalcitrant, Victoire dans les airs, Mélodie du Sud, Danny, le petit mouton noir, Mary Poppins, L'Apprentie sorcière, Peter et Elliott le dragon et Qui veut la peau de Roger Rabbit) exception faite de Fantasia, Saludos Amigos, Les Trois Caballeros, Coquin de printemps, Mélodie Cocktail  et Dinosaure qui, eux, figurent dans la liste des Classiques d'animation Disney ;
- les films d'animation réalisés par des filiales comme DisneyToon Studios (La Bande à Picsou, le film : Le Trésor de la lampe perdue, Dingo et Max, etc.) et Walt Disney Television Animation (Le Retour de Jafar, Le Monde magique de la Belle et la Bête, etc.) ;
- les coproductions avec Pixar (Toy Story, Le Monde de Nemo, etc.), CORE Digital Pictures, Vanguard, Jumbo Pictures, etc. (The Wild, Doug, le film, etc.).

Cette classification est indépendante des appellations « Grands Classiques / Classiques » (« Disney Masterpieces ») présentes en Europe sur les éditions VHS et DVD. Concernant celles-ci, consultez le bandeau synoptique en bas de page et les fiches individuelles des films.

## «Classiques d'animation Disney»
| Numéro | Titre français                                                                              | Titre original                         | Dates de sortie                                      | Réalisation                                                            | Inspiration                                                                                         | Musique                                                               |
| ------ | ------------------------------------------------------------------------------------------- | -------------------------------------- | ---------------------------------------------------- | ---------------------------------------------------------------------- | --------------------------------------------------------------------------------------------------- | --------------------------------------------------------------------- |
| 1      | Blanche-Neige et les Sept Nains                                                             | Snow White and the Seven Dwarfs        | 21 décembre 1937 6 mai 1938                          | David Hand                                                             | Blanche-Neige des Frères Grimm                                                                      | Frank Churchill Paul Smith Leigh Harline                              |
| 2      | Pinocchio                                                                                   | Pinocchio                              | 7 février 1940 22 mai 1946                           | Hamilton Luske Ben Sharpsteen                                          | Les Aventures de Pinocchio de Carlo Collodi                                                         | Paul Smith Leigh Harline                                              |
| 3      | Fantasia                                                                                    | Fantasia                               | 13 novembre 1940 1er novembre 1946                   | Ben Sharpsteen                                                         | L'Apprenti sorcier de Johann Wolfgang von Goethe (entre autres)                                     | Divers                                                                |
| 4      | Dumbo                                                                                       | Dumbo                                  | 23 octobre 1941 25 octobre 1947                      | Ben Sharpsteen                                                         | Dumbo, l'éléphant volant de Helen Aberson et Harold Pearl                                           | Frank Churchill Oliver Wallace                                        |
| 5      | Bambi                                                                                       | Bambi                                  | 13 août 1942 15 juillet 1947                         | David Hand                                                             | Bambi, l'histoire d'une vie dans les bois de Felix Salten                                           | Frank Churchill Edward H. Plumb                                       |
| 6      | Saludos Amigos                                                                              | Saludos Amigos                         | 24 août 1942 6 février 1943 11 février 1947          | Norman Ferguson                                                        | —                                                                                                   | Paul Smith Edward H. Plumb                                            |
| 7      | Les Trois Caballeros                                                                        | The Three Caballeros                   | 21 décembre 1944 3 février 1945 21 avril 1948        | Norman Ferguson                                                        | —                                                                                                   | Paul Smith Edward H. Plumb Charles Wolcott                            |
| 8      | La Boîte à musique                                                                          | Make Mine Music                        | 20 avril 1946 14 septembre 1949                      | Jack Kinney Clyde Geronimi Hamilton Luske Joshua Meador Robert Cormack | Casey au bâton d'Ernest Thayer Pierre et le Loup de Sergueï Prokofiev (entre autres)                | Eliot Daniel Ken Darby Charles Wolcott Oliver Wallace Edward H. Plumb |
| 9      | Coquin de printemps                                                                         | Fun and Fancy Free                     | 27 septembre 1947 29 mars 1950                       | Jack Kinney Hamilton Luske William Morgan Bill Roberts                 | Little Bear Bongo de Sinclair Lewis Jack et le Haricot magique de Benjamin Tabart                   | Eliot Daniel Charles Wolcott Oliver Wallace Paul Smith                |
| 10     | Mélodie Cocktail (Le Temps d'une mélodie au Québec)                                         | Melody Time                            | 27 mai 1948 28 février 1951                          | Clyde Geronimi Hamilton Luske Jack Kinney Wilfred Jackson              | La vie de Johnny Appleseed Little Toot de Hardie Gramatky Trees de Joyce Kilmer et Pecos Bill       | Eliot Daniel Ken Darby Paul Smith                                     |
| 11     | Le Crapaud et le Maître d'école (Contes d'automne et de printemps au Québec)                | The Adventures of Ichabod and Mr Toad  | 5 octobre 1949 7 octobre 2003                        | Jack Kinney Clyde Geronimi James Algar                                 | Le Vent dans les saules de Kenneth Grahame La Légende de Sleepy Hollow de Washington Irving         | Oliver Wallace                                                        |
| 12     | Cendrillon                                                                                  | Cinderella                             | 15 février 1950 17 décembre 1950                     | Clyde Geronimi Hamilton Luske Wilfred Jackson                          | Cendrillon de Charles Perrault                                                                      | Oliver Wallace                                                        |
| 13     | Alice au pays des merveilles                                                                | Alice in Wonderland                    | 28 juillet 1951 21 décembre 1951                     | Clyde Geronimi Hamilton Luske Wilfred Jackson                          | Les Aventures d'Alice au pays des merveilles et De l'autre côté du miroir de Lewis Carroll          | Oliver Wallace                                                        |
| 14     | Peter Pan                                                                                   | Peter Pan                              | 5 février 1953 19 décembre 1953                      | Clyde Geronimi Hamilton Luske Wilfred Jackson                          | Peter et Wendy de J. M. Barrie                                                                      | Oliver Wallace                                                        |
| 15     | La Belle et le Clochard                                                                     | Lady and the Tramp                     | 22 juin 1955 14 décembre 1955                        | Clyde Geronimi Hamilton Luske Wilfred Jackson                          | Happy Dan, the Whistling Dog de Ward Greene                                                         | Oliver Wallace                                                        |
| 16     | La Belle au bois dormant                                                                    | Sleeping Beauty                        | 29 janvier 1959 16 décembre 1959                     | Clyde Geronimi                                                         | La Belle au bois dormant de Charles Perrault La Belle au bois dormant de Piotr Ilitch Tchaïkovski   | George Bruns                                                          |
| 17     | Les 101 Dalmatiens                                                                          | One Hundred and One Dalmatians         | 25 janvier 1961 20 décembre 1961                     | Clyde Geronimi Hamilton Luske Wolfgang Reitherman                      | Les 101 Dalmatiens de Dodie Smith                                                                   | George Bruns                                                          |
| 18     | Merlin l'Enchanteur                                                                         | The Sword in the Stone                 | 25 décembre 1963 16 décembre 1964                    | Wolfgang Reitherman                                                    | L'Épée dans la pierre de T. H. White                                                                | George Bruns                                                          |
| 19     | Le Livre de la jungle                                                                       | The Jungle Book                        | 18 octobre 1967 11 décembre 1968                     | Wolfgang Reitherman                                                    | Le Livre de la jungle de Rudyard Kipling                                                            | George Bruns                                                          |
| 20     | Les Aristochats                                                                             | The Aristocats                         | 24 décembre 1970 8 décembre 1971                     | Wolfgang Reitherman                                                    | The Secret Origin of the Aristocats de Tom McGowan et Tom Rowe                                      | George Bruns                                                          |
| 21     | Robin des Bois                                                                              | Robin Hood                             | 8 novembre 1973 30 octobre 1974                      | Wolfgang Reitherman                                                    | La légende de Robin des Bois                                                                        | George Bruns                                                          |
| 22     | Les Aventures de Winnie l'ourson (Les Merveilleuses aventures de Winnie l'ourson au Québec) | The Many Adventures of Winnie the Pooh | 11 mars 1977 3 juin 1977                             | John Lounsbery Wolfgang Reitherman                                     | Winnie l'ourson de A. A. Milne                                                                      | Buddy Baker                                                           |
| 23     | Les Aventures de Bernard et Bianca                                                          | The Rescuers                           | 22 juin 1977 30 novembre 1977                        | John Lounsbery Wolfgang Reitherman Art Stevens                         | Les Sauveteurs de Margery Sharp                                                                     | Artie Butler                                                          |
| 24     | Rox et Rouky                                                                                | The Fox and the Hound                  | 10 juillet 1981 25 novembre 1981                     | Ted Berman Richard Rich Art Stevens                                    | Le Renard et le Chien courant de Daniel P. Mannix                                                   | Buddy Baker                                                           |
| 25     | Taram et le Chaudron magique                                                                | The Black Cauldron                     | 24 juillet 1985 27 novembre 1985                     | Ted Berman Richard Rich                                                | Les Chroniques de Prydain de Lloyd Alexander                                                        | Elmer Bernstein                                                       |
| 26     | Basil, détective privé                                                                      | The Great Mouse Detective              | 2 juillet 1986 26 novembre 1986                      | Ron Clements Burny Mattinson David Michener John Musker                | Basil of Baker Street d'Eve Titus                                                                   | Henry Mancini                                                         |
| 27     | Oliver et Compagnie                                                                         | Oliver and Company                     | 18 novembre 1988 29 novembre 1989                    | George Scribner                                                        | Oliver Twist de Charles Dickens                                                                     | J. A. C. Redford                                                      |
| 28     | La Petite Sirène                                                                            | The Little Mermaid                     | 15 novembre 1989 28 novembre 1990                    | Ron Clements John Musker                                               | La Petite Sirène de Hans Christian Andersen                                                         | Alan Menken                                                           |
| 29     | Bernard et Bianca au pays des kangourous (Bernard et Bianca en Australie au Québec)         | The Rescuers Down Under                | 16 novembre 1990 27 novembre 1991                    | Hendel Butoy Mike Gabriel                                              | Les Sauveteurs de Margery Sharp Les Aventures de Bernard et Bianca de Walt Disney Animation Studios | Bruce Broughton                                                       |
| 30     | La Belle et la Bête                                                                         | Beauty and the Beast                   | 13 novembre 1991 21 octobre 1992                     | Gary Trousdale Kirk Wise                                               | La Belle et la Bête de Jeanne-Marie Leprince de Beaumont                                            | Alan Menken                                                           |
| 31     | Aladdin                                                                                     | Aladdin                                | 11 novembre 1992 24 novembre 1993                    | Ron Clements John Musker                                               | Aladin ou la Lampe merveilleuse des Mille et Une Nuits                                              | Alan Menken                                                           |
| 32     | Le Roi lion                                                                                 | The Lion King                          | 15 juin 1994 9 novembre 1994                         | Roger Allers Rob Minkoff                                               | Hamlet de William Shakespeare                                                                       | Hans Zimmer                                                           |
| 33     | Pocahontas : Une légende indienne (Pocahontas au Québec)                                    | Pocahontas                             | 23 juin 1995 22 novembre 1995                        | Mike Gabriel Eric Goldberg                                             | La vie de Pocahontas et John Smith                                                                  | Alan Menken                                                           |
| 34     | Le Bossu de Notre-Dame                                                                      | The Hunchback of Notre Dame            | 21 juin 1996 27 novembre 1996                        | Gary Trousdale Kirk Wise                                               | Notre-Dame de Paris de Victor Hugo                                                                  | Alan Menken                                                           |
| 35     | Hercule                                                                                     | Hercules                               | 27 juin 1997 26 novembre 1997                        | Ron Clements John Musker                                               | Le mythe grec de Héraclès                                                                           | Alan Menken                                                           |
| 36     | Mulan                                                                                       | Mulan                                  | 19 juin 1998 25 novembre 1998                        | Barry Cook Tony Bancroft                                               | La Ballade de Mulan de Guo Maoqian                                                                  | Jerry Goldsmith                                                       |
| 37     | Tarzan                                                                                      | Tarzan                                 | 18 juin 1999 24 novembre 1999                        | Kevin Lima Chris Buck                                                  | Tarzan seigneur de la jungle d'Edgar Rice Burroughs                                                 | Mark Mancina                                                          |
| 38     | Fantasia 2000                                                                               | Fantasia 2000                          | 17 décembre 1999 22 décembre 1999                    | Hendel Butoy                                                           | Le Stoïque Soldat de plomb de Hans Christian Andersen Genèse : L'arche de Noé (entre autres)        | Divers                                                                |
| 39     | Dinosaure (Le Dinosaure au Québec)                                                          | Dinosaur                               | 13 mai 2000 15 novembre 2000                         | Ralph Zondag Eric Leighton                                             | —                                                                                                   | James Newton Howard                                                   |
| 40     | Kuzco, l'empereur mégalo (Un empereur nouveau genre au Québec)                              | The Emperor's New Groove               | 10 décembre 2000 28 mars 2001                        | Mark Dindal                                                            | —                                                                                                   | John Debney                                                           |
| 41     | Atlantide, l'empire perdu (Atlantis, l'empire perdu au Québec)                              | Atlantis: The Lost Empire              | 15 juin 2001 28 novembre 2001                        | Gary Trousdale Kirk Wise                                               | La légende d'Atlantide                                                                              | James Newton Howard                                                   |
| 42     | Lilo et Stitch                                                                              | Lilo and Stitch                        | 21 juin 2002 22 juin 2002                            | Chris Sanders Dean DeBlois                                             | —                                                                                                   | Alan Silvestri                                                        |
| 43     | La Planète au trésor : Un nouvel univers (La Planète au trésor au Québec)                   | Treasure Planet                        | 5 novembre 2002 27 novembre 2002                     | Ron Clements John Musker                                               | L'Île au trésor de Robert Louis Stevenson                                                           | James Newton Howard                                                   |
| 44     | Frère des ours (Mon frère l'ours au Québec)                                                 | Brother Bear                           | 7 novembre 2003 28 janvier 2004                      | Aaron Blaise Robert Walker                                             | —                                                                                                   | Mark Mancina                                                          |
| 45     | La ferme se rebelle (La Ferme de la prairie au Québec)                                      | Home on the Range                      | 2 avril 2004 28 juillet 2004                         | Will Finn John Sanford                                                 | —                                                                                                   | Alan Menken                                                           |
| 46     | Chicken Little (Petit Poulet au Québec)                                                     | Chicken Little                         | 4 novembre 2005 7 décembre 2005                      | Mark Dindal                                                            | Henny Penny                                                                                         | John Debney                                                           |
| 47     | Bienvenue chez les Robinson                                                                 | Meet the Robinsons                     | 30 mars 2007 17 octobre 2007                         | Stephen J. Anderson                                                    | A Day with Wilbur Robinson de William Joyce                                                         | Danny Elfman                                                          |
| 48     | Volt, star malgré lui (Volt au Québec)                                                      | Bolt                                   | 7 novembre 2008 4 février 2009                       | Chris Williams Byron Howard                                            | —                                                                                                   | John Powell                                                           |
| 49     | La Princesse et la Grenouille                                                               | The Princess and the Frog              | 11 décembre 2009 27 janvier 2010                     | Ron Clements John Musker                                               | The Frog Princess de E. D. Baker Le Roi Grenouille ou Henri de Fer des frères Grimm                 | Randy Newman                                                          |
| 50     | Raiponce                                                                                    | Tangled                                | 24 novembre 2010 1er décembre 2010                   | Nathan Greno Byron Howard                                              | Raiponce des Frères Grimm                                                                           | Alan Menken                                                           |
| 51     | Winnie l'Ourson                                                                             | Winnie the Pooh                        | 15 juillet 2011 13 avril 2011                        | Stephen J. Anderson Don Hall                                           | Winnie l'ourson de A. A. Milne                                                                      | Henry Jackman                                                         |
| 52     | Les Mondes de Ralph                                                                         | Wreck-It Ralph                         | 2 novembre 2012 5 décembre 2012                      | Rich Moore                                                             | —                                                                                                   | Henry Jackman                                                         |
| 53     | La Reine des neiges                                                                         | Frozen                                 | 27 novembre 2013 4 décembre 2013                     | Chris Buck Jennifer Lee                                                | La Reine des neiges de Hans Christian Andersen                                                      | Christophe Beck                                                       |
| 54     | Les Nouveaux Héros                                                                          | Big Hero 6                             | 7 novembre 2014 11 février 2015                      | Chris Williams Don Hall                                                | Big Hero 6, créé par Steven T. Seagle et Duncan Rouleau (en)                                        | Henry Jackman                                                         |
| 55     | Zootopie (Zootopia au Québec)                                                               | Zootopia                               | 17 février 2016 4 mars 2016                          | Byron Howard Rich Moore                                                | —                                                                                                   | Michael Giacchino                                                     |
| 56     | Vaiana : La Légende du bout du monde (Moana au Québec)                                      | Moana                                  | 23 novembre 2016 30 novembre 2016                    | Ron Clements John Musker                                               | Le mythe polynésien de Māui                                                                         | Mark Mancina                                                          |
| 57     | Ralph 2.0 (Ralph brise l'Internet au Québec)                                                | Ralph Breaks the Internet              | 21 novembre 2018 13 février 2019                     | Rich Moore Phil Johnston                                               | Les Mondes de Ralph de Walt Disney Animation Studios                                                | Henry Jackman                                                         |
| 58     | La Reine des neiges 2                                                                       | Frozen II                              | 22 novembre 2019 20 novembre 2019                    | Chris Buck Jennifer Lee                                                | La Reine des neiges de Hans Christian Andersen La Reine des neiges de Walt Disney Animation Studios | Christophe Beck                                                       |
| 59     | Raya et le Dernier Dragon                                                                   | Raya and the Last Dragon               | 5 mars 2021 27 août 2021                             | Don Hall Carlos López Estrada                                          | —                                                                                                   | James Newton Howard                                                   |
| 60     | Encanto : La Fantastique Famille Madrigal                                                   | Encanto                                | 24 novembre 2021 (Cinéma)                            | Jared Bush Byron Howard                                                | —                                                                                                   | Germaine Franco                                                       |
| 61     | Avalonia : L'Étrange Voyage (Avalonia : Un monde étrange au Québec)                         | Strange World                          | 23 décembre 2022 (Cinéma) 23 décembre 2022 (Disney+) | Don Hall                                                               | —                                                                                                   | Henry Jackman                                                         |
| 62     | Wish : Asha et la Bonne Étoile (Le Souhait : Asha et la Bonne Étoile au Québec)             | Wish                                   | 22 novembre 2023 29 novembre 2023                    | Chris Buck Fawn Veerasunthorn (ca)                                     | 100e anniversaire de Walt Disney Pictures                                                           | David Metzger                                                         |
| 63     | Vaiana 2 (Moana 2 au Québec)                                                                | Moana 2                                | 27 novembre 2024                                     | Dave Derrick Jr.                                                       | Vaiana : La Légende du bout du monde de Walt Disney Animation Studios                               | Abigail Barlow et Emily Bear                                          |

### Films annoncés
| Numéro | Titre français                    | Titre original | Dates de sortie | Réalisation | Inspiration                                                                                         | Musique |
| ------ | --------------------------------- | -------------- | --------------- | ----------- | --------------------------------------------------------------------------------------------------- | ------- |
| 64     | Zootopie 2 (Zootopia 2 au Québec) | Zootopia 2     | novembre 2025   | Jared Bush  | Zootopie de Walt Disney Animation Studios                                                           | NC      |
| 65     | La Reine des neiges 3             | Frozen III     | novembre 2027   | NC          | La Reine des neiges de Hans Christian Andersen La Reine des neiges de Walt Disney Animation Studios | NC      |
| NC     | La Reine des neiges 4             | Frozen IV      | NC              | NC          | La Reine des neiges de Hans Christian Andersen La Reine des neiges de Walt Disney Animation Studios | NC      |

## Distinctions aux Oscars du cinéma
| Film                                     | Récompense des Oscars du cinéma | Récompense des Oscars du cinéma | Récompense des Oscars du cinéma | Récompense des Oscars du cinéma | Récompense des Oscars du cinéma | Récompense des Oscars du cinéma | Récompense des Oscars du cinéma |
| Film                                     | Meilleur film                   | Meilleur film d'animation       | Meilleure musique de film       | Meilleure chanson originale     | Son                             | Son                             | Oscar d'honneur                 |
| Film                                     | Meilleur film                   | Meilleur film d'animation       | Meilleure musique de film       | Meilleure chanson originale     | Meilleur mixage de son          | Meilleur montage de son         | Oscar d'honneur                 |
| ---------------------------------------- | ------------------------------- | ------------------------------- | ------------------------------- | ------------------------------- | ------------------------------- | ------------------------------- | ------------------------------- |
| Blanche-Neige et les Sept Nains          |                                 | Récompense inexistante          | Nomination                      |                                 |                                 |                                 | Lauréat                         |
| Pinocchio                                |                                 | Récompense inexistante          | Lauréat                         | Lauréat                         |                                 |                                 |                                 |
| Fantasia                                 |                                 | Récompense inexistante          |                                 |                                 |                                 |                                 | Lauréat                         |
| Dumbo                                    |                                 | Récompense inexistante          | Lauréat                         | Nomination                      |                                 |                                 |                                 |
| Bambi                                    |                                 | Récompense inexistante          | Nomination                      | Nomination                      | Nomination                      |                                 |                                 |
| Saludos Amigos                           |                                 | Récompense inexistante          | Nomination                      | Nomination                      | Nomination                      |                                 |                                 |
| Les Trois Caballeros                     |                                 | Récompense inexistante          | Nomination                      |                                 | Nomination                      |                                 |                                 |
| Cendrillon                               |                                 | Récompense inexistante          | Nomination                      | Nomination                      | Nomination                      |                                 |                                 |
| Alice au pays des merveilles             |                                 | Récompense inexistante          | Nomination                      |                                 |                                 |                                 |                                 |
| La Belle au bois dormant                 |                                 | Récompense inexistante          | Nomination                      |                                 |                                 |                                 |                                 |
| Merlin l'enchanteur                      |                                 | Récompense inexistante          | Nomination                      |                                 |                                 |                                 |                                 |
| Le Livre de la jungle                    |                                 | Récompense inexistante          |                                 | Nomination                      |                                 |                                 |                                 |
| Robin des Bois                           |                                 | Récompense inexistante          |                                 | Nomination                      |                                 |                                 |                                 |
| Les Aventures de Bernard et Bianca       |                                 | Récompense inexistante          |                                 | Nomination                      |                                 |                                 |                                 |
| La Petite Sirène                         |                                 | Récompense inexistante          | Lauréat                         | Lauréat                         |                                 |                                 |                                 |
| La Belle et la Bête                      | Nomination                      | Récompense inexistante          | Lauréat                         | Lauréat                         | Nomination                      |                                 |                                 |
| Aladdin                                  |                                 | Récompense inexistante          | Lauréat                         | Lauréat                         | Nomination                      | Nomination                      |                                 |
| Le Roi lion                              |                                 | Récompense inexistante          | Lauréat                         | Lauréat                         |                                 |                                 |                                 |
| Pocahontas : Une légende indienne        |                                 | Récompense inexistante          | Lauréat                         | Lauréat                         |                                 |                                 |                                 |
| Le Bossu de Notre-Dame                   |                                 | Récompense inexistante          | Nomination                      |                                 |                                 |                                 |                                 |
| Hercule                                  |                                 | Récompense inexistante          |                                 | Nomination                      |                                 |                                 |                                 |
| Mulan                                    |                                 | Récompense inexistante          | Nomination                      |                                 |                                 |                                 |                                 |
| Tarzan                                   |                                 | Récompense inexistante          |                                 | Lauréat                         |                                 |                                 |                                 |
| Kuzco, l'empereur mégalo                 |                                 | Récompense inexistante          |                                 | Nomination                      |                                 |                                 |                                 |
| Lilo et Stitch                           |                                 | Nomination                      |                                 |                                 |                                 |                                 |                                 |
| La Planète au trésor : Un nouvel univers |                                 | Nomination                      |                                 |                                 |                                 |                                 |                                 |
| Frère des ours                           |                                 | Nomination                      |                                 |                                 |                                 |                                 |                                 |
| Volt, star malgré lui                    |                                 | Nomination                      |                                 |                                 |                                 |                                 |                                 |
| La Princesse et la Grenouille            |                                 | Nomination                      |                                 | Nomination                      |                                 |                                 |                                 |
| Raiponce                                 |                                 |                                 |                                 | Nomination                      |                                 |                                 |                                 |
| Les Mondes de Ralph                      |                                 | Nomination                      |                                 |                                 |                                 |                                 |                                 |
| La Reine des neiges                      |                                 | Lauréat                         |                                 | Lauréat                         |                                 |                                 |                                 |
| Les Nouveaux Héros                       |                                 | Lauréat                         |                                 |                                 |                                 |                                 |                                 |
| Zootopie                                 |                                 | Lauréat                         |                                 |                                 |                                 |                                 |                                 |
| Vaiana : La Légende du bout du monde     |                                 | Nomination                      |                                 | Nomination                      |                                 |                                 |                                 |
| Ralph 2.0                                |                                 | Nomination                      |                                 |                                 |                                 |                                 |                                 |
| La Reine des neiges 2                    |                                 |                                 |                                 | Nomination                      |                                 |                                 |                                 |
| Raya et le dernier dragon                |                                 | Nomination                      |                                 |                                 |                                 |                                 |                                 |
| Encanto                                  |                                 | Lauréat                         | Nomination                      | Nomination                      |                                 |                                 |                                 |